# Mulranny
Mulranny är en ort i republiken Irland. Den ligger i den nordvästra delen av landet, 240 km väster om huvudstaden Dublin. Mulranny ligger 34 meter över havet och antalet invånare är 242.
Terrängen runt Mulranny är huvudsakligen kuperad, men åt sydost är den platt. Havet är nära Mulranny åt sydost. Närmaste större samhälle är Newport, 15,5 km öster om Mulranny. 